# Ian Wheeler
Ian Wheeler (* 13. Januar 1931 in Greenwich; † 27. Juni 2011)  war ein  britischer Saxophonist (Alt- und Sopransaxophon) und Klarinettist des Traditional Jazz.

## Leben und Wirken
Wheeler spielte zunächst Gitarre und Ukulele und war von Josh White beeinflusst. Er trat mit den Bands von Charlie Galbraith und Mike Jefferson auf, dann mit Charlie Connor, durch den er zur Klarinette kam. Ab 1952 spielte er mit der River City Jazz Band, bevor er als Nachfolger von Acker Bilk in Ken Colyers Jazzmen bekannt wurde, der er von 1955 bis 1960 angehörte. Er spielte dann von 1961 bis 1968 sowie erneut von 1976 bis 1998 bei Chris Barbers Jazz & Blues Band. In den 1970er Jahren war er Co-Leader der Rod Mason-Ian Wheeler-Band und spielte Ende der 1990er Jahre in der Revival-Formation Best Of British. 1977/78  nahm er mit Gastmusikern wie Dick Wellstood und Peter Ind das Album Reed all About It auf; 1993 entstand das Album At Farnham Meetings mit Rod Mason. Um 2000 trat er auch mit der Band von Lutz Eikelmann auf.
Ian Wheeler starb am 27. Juni 2011 im Alter von 80 Jahren.